# CD El Ejido 2012
CD El Ejido 2012 is een Spaanse club uit El Ejido (regio Andalusië}, die uitkomt in de Segunda División B en werd opgericht in 2012. Nadat de voorgangervereniging Polideportivo Ejido vanwege financiële problemen in 2012 werd opgeheven.
Algeciras CF ·
Atlético Sanluqueño CF ·
Betis Deportivo Balompié ·
Cádiz B · 
Córdoba CF ·
CD El Ejido 2012 ·
Club Recreativo Granada ·
Las Palmas B ·
Linares Deportivo ·
Linense · 
CF Lorca Deportiva ·
Marbella FC · 
CD Marino ·
Real Murcia ·
UCAM Murcia CF ·
Recreativo Huelva ·
San Fernando CD ·
Sevilla Atlético ·
UD Tamaraceite ·
Yeclano Deportivo